# Физиологија човека
Физиологија човека је наука о механичким, физичким и биохемијским функцијама нормалних, здравих људи или људских ткива, органа и система. Физиологија у основи проучава тело на нивоу органа и система. Већина људских функција блиска је или слична са одговарајућим физиолошким функцијама животиња. Зато бројни експерименти који се обављају на животињама пружају скоро у целини основна знања о физиологији човека. Изучавање физиологије човека је једна од основних (базичних) области науке која, се изучава на студијама медицине, јер се њени принципи често примењују у медицинском збрињавању болесника.
Људско тело је у ствари аутомат, а чињеница да опажа, осећа и разуме део је аутоматског праћења животних токова. Ова обележја тела дозвољавају да опстанемо у изразито промењеним условима који би иначе онемогућили живот.

## Функционална организација тела

### Ћелија-основна јединица тела
Основна жива јединица тела је ћелија, чијим умножавањем и међусобним повезивањем (истоврсних ћелија) уз помоћ потпорних структура настају ткива. Обједињавањем различитих ћелија и ткива настају органи.
Одређене врсте ћелија прилагођене су за обављање одређених функција (тако су на пример еритроцити специјализовани за пренос кисеоника). Без обзира колико се поједине ћелије међусобно разликују, ипак су им неке најбитније карактеристике заједничке.

## Унутрашња средина тела
Преко 56% људског тела састоји се од течности. Већи део течности је унутар ћелија, интрацелуларна течност, док је око једне трећина течности у простору изван ћелија и позната је под називом екстрацелуларна течност. За разлику од интрацелуларне течности (чије је кретање ограничено ћелијском мембраном), екстрацелуларна течност је у сталном кретању у телу. Ове две течности се међусобно непрестано мешају уз помоћ циркулације крви и процеса дифузије између интрацелуларне и екстрацелуларне течности што обезбеђује снабдевање ћелија и ткива хранљивим материјама, кисеоником и другим супстанцама потребним за нормалну функцију ћелија. Практично све живе ћелије у организму окружене су екстрацелуларном течношћу, тако да се ова течност назива и унутрашње окружења тела или „унутрашњи миље“ (фр. millieu intérieur) како је ово окружење назвао физиолог Клод Бернар.
Ћелије могу да живе, расту и размножавају се и обављају своје специфичне функције само ако у унутрашњој средини има довољно кисеоника, глукозе, разних јона, аминокиселина, масти, воде итд.

## Хомеостаза
Хомеостаза је израз који потиче од грчке речи (грч. στάσις, позиција, стабилност) и користи се од стране физиолога да опише и објасни, саморегулациони повратак организма у стање пре него што је дошло до неких промена у његовом саставу или функционисању у условима спољашњег окружења.
Хомеостаза је саставни део животних процеса, јер непрекидно настоји да успоставља нарушени склад у телу, механизмом повратне везе (фид-бек), аутоматски, и да без утицаја свести регулише све веће поремећаје равнотеже у унутарсоматским, социјалним или психичким процесима у организму. Зато у основи рада свих органа и ткива у телу леже функције које помажу одржавање сталних (константних) услова.
Сваки орган и систем доприноси хомеостази других система и целог организма. Ниједан систем тела не ради у изолацији, а пуно здравље једне особе зависи од добре интеракције свих система у телу. Прекида у раду само једног система генерално има последице по тело због нарушеног рада неколико других система.
Зато је главна област изучавања у физиологији, изучавање хомеостазе, (одржавање стабилног унутрашњег окружења упркос спољашњим променама).

## физиолошки системи
Ево неких кратка објашњења о томе како различити телесни системи доприносе одржавању хомеостазе у сложеном физиолошком систему какав је организам човека. Тело се састоји од ћелија, скуп ћелија формира ткива, ткива образују органе, а они сви заједно улазе у састав човечјег тела. Један сложено организован систем, који међусобно усклађеним функцијама одржава тело у животу. Традиционална физиологија посматра тело као јединствен систем, са међусобном интеракцијом и сопственом комбинацијом функција разних органских система, а поједине гране физиологије баве се изучавањем многих најзначајнијих органских система, од којих наводимо само неке;
|  | Системи | Област физиологије                                                                          |
|  | Нервни систем се састоји од централног нервног система (који чини мозак и кичмена мождина) и периферног нервног система. Мозак је орган у коме се обављају процеси памћења и мишљења, доживљаја емоција, и сензорна обрада, информација из организма и спољашњег света. Нерви систем обавља и многе сложене процесе надгледања, контроле и комуникација између појединих органа и система и њихових функција у самом организму и омогућава правилну комуникацију организма са спољном средином. У састав нервног система улазе и чуло вида, слуха, укуса и мириса. Ова чула су од посебног значаја за рад нервног система јер за његове функције прикупљају и преносе информација из спољашње средине. | Неурофизиологија Физиологија неурона Физиологија вида, Физиологија мириса Физиологија укуса |
|  | Мишићно-коштани систем се састоји од скелета (који чине кости, лигаменти, тетиве, и хрскавица) и мишића који се припајају на скелет. Мишићно-коштани систем даје телу основну структуру, чврстину и способност за кретање. Поред своје структурне улоге, веће кости у себи садрже коштану срж, орган за производњу крвних ћелија. Кости су и главне локације за складиштење минерала, калцијума и фосфата. | Физиологија ћелија Физиологија мишића Физиологија мишићног рада                             |
|  | Циркулациони систем се састоји од срца и крвотока (артерија, вена и капилара). Срце има функцију пумпања крви кроз циркулациони систем, тако да омогућавају снабдевање сваког ткива, кисеоником, „храном“ хормонским информацијама, производима имунског система итд. Кроз зидове капилара се врши размена гасова и пролаз хранљивих материја и продуката метаболизма. Извесна количина течности остаје у ткивима и враћа се лимфним судовима у вене. Крв се састоји из протеинске течности (крвна плазма (око 55%)) и крвних ћелија, које се налазе у плазми. Крвна плазма је; водени раствор органских и неорганских материја. Састоји се од воде, натријум-хлорида, осталих соли, мале количине шећера, неких масних материја, хормона, кисеоника и угљен-диоксида. У крвној плазми се налазе крвне беланчевине; албумини, глобулини и фибриноген. | Физиологија срца Физиологија крви и ткива Физиологија крвних судова.                        |
|  | Респираторни систем састоји се од дисајних путева (носа, назофаринкса, душника) и плућа. Респираторни систем обавља размену гасова између организма и спољашње средине. Процесом дифузије се преко респираторних површина усваја кисеоник, а отпушта угљен-диоксиди водена пара у спољашњу средину. Кисеоник је организму неопходан за производњу енергије, а ослобођени угљен-диоксид и водена пара преко респираторног система, омогућавају регулацију промета течности и ацидо-базну равнотежу ( крви) | Физиологија дисања                                                                          |
|  | Систем органа за варење састоји се од уста, једњака, желуца, црева (танког црева, дебелог црева и завршног црева ректум), као и јетре, панкреаса, жучне кесе и пљувачних жлезда. Систем органа за варење претвара храну у мале, прехрамбене, нетоксични молекуле који се дистрибуирају до свих ткива у телу, а истовремено из органа се одстрањују неискоришћени остаци хране. | Физиологија органа за варење                                                                |
|  | Покровни систем је орган који прекрива тело и састоје се од; (коже), укључујући косу и нокте, као и друге функционално важне структуре као што су знојне жлезде, лојне жлезде. Кожа својом покровном улогом, штити тело од спољних утицаја, даје изглед и облик појединим деловима теле, али и служи као главни сензорни орган за пријем информација из спољњег света. | Физиологија коже                                                                            |
|  | Уринарни систем, се састоји од; бубрега, уретера, мокраћне бешике и уретре. Његов задатак је да уклања воду из крви и производи мокраћу (урин), у коме су растворени разни отпадни молекули и сувишни јони који се заједно са вишком воде елиминише из тела. | Физиологије бубрега                                                                         |
|  | Репродуктивни систем, се састоји од гонада и спољашњих и унутрашњих полних (сексуалних) органа. Репродуктивни систем производи сперматозоиде (у тестису човека, а јајник јејне ћелије код жена), и хормоне који обезбеђују рад окружења неопходног за стварање и одржавање оптималних услове за развој полних (оплодних) ћелија, док код жена стварају и услове за развој ембриона (Материце) | физиологија репродуктивног система                                                          |
|  | Имунски систем се састоји се од белих крвних ћелија, тимуса, лимфних чворова и лимфних судова, који су такође део лимфног система. Други органи који су укључени у имунски систем су слезина и коштана срж, у којима се производи, односно, рециклирају ћелије имунског система. Имунски систем је одговоран за покретање одбрамбеног одговора након дејства одређених утицаја изван тела који могу довести до развоја болести или могућих оштећење ткива. У имунском систему постоје две врсте одбрамбеног одговора; урођени и адаптивни одговор. Један зависи од другог а између њих постоји неколико механизама интеракције које обезбеђују најбољи могући начин реаговања на патогене утицаје. | Физиологија имунског система                                                                |
|  | Ендокрини систем, се састоји се од великих ендокриних жлезди: хипофиза, штитна жлезда надбубрежна жлезда, панкреас и полне жлезде, и малих жлезди у различитим ткивима, на локалном нивоу, које продукују хормоне, као што су хормони произведени на нивоу бубрега и јетре. Ендокрини хормони служе као нека врста механизама комуникације између различитих делова тела. Главну улогу у овом систему превласти у ендокрином систему имају, ендокрина жлезда, хипофиза, одакле најчешће почињу различите реакције у организму. | Физиологија ендокриног система                                                              |
|  | Лимфни систем, екстрахује, транспортује и метаболише лимфу, течност која се налази између ћелија. Лимфни систем је сличан циркулаторном систему и по својој структури и по својој најосновнијој функцији, да преноси телесну течност. | Физиологија лимфног система                                                                 |

- Органски системи тела

## Контролни системи тела
Људско тело има на хиљаде различитих система контроле. Ако ови механизми који подржавају живот и имају велики значај у контроли животних процеса доживе неуспех то понекад може бити неспојиво са одржањем живота. Најсложенији су генетички системи унутар ћелије, и контролишу ћелијске функције. Постоје и други контролни системи који делују на нивоу органа или система као целине. У оквиру ових механизама контроле, којих има неколико стотина, врши се регулација концентрација кисеоника и угљен-диоксид, регулација крвног притиска, регулисање телесне температуре, регулација дејства хормона итд.

### Негативна повратна спрега
Системи за контролу људског тела најчешће делују на принципу негативне повратне спреге, која се може објаснити напред описаним хомеостатскиим механизмима, који се састоји од низа промена које ће вратите измењене факторе на почетне (нормалне) вредности.

### Позитивна повратна спрега
Позитивне повратна спрега је познат и као „зачарани круг“ (лат. circulus vitiosus) и смрт, која може настати у организму, редовно је узрокована дејством позитивне повратне спреге. Позитивна повратна спрега, за разлику од негативне повратне спреге, не резултује стабилношћу система, већ напротив води у нестабилност, која може завршити фатално).
У многим случајевима тело ће покушати да обезбеди негативну повратну спрегу и да разбије „зачарани круг“ у коме се налази. Блажи облик позитивне повратне спреге, може у телу бити савладан помоћу контролних механизама негативне повратне спреге.

### Међућелијска комуникација
Ћелије у организму комуницирају међусобно „хемијским гласницима“. У одређеном ткиву хемијске супстанце се крећу од ћелије до ћелије преко порозних веза не улазећи у екстрацелуларну течност. Поред тога на ћелије делују и други хемијски гласници секретовани у ванћелијској течности, који се везују за рецепторе на мембрани ћелије, у цитоплазми или у једру. Постоје три основне комуникације које се одвијају на овај начин;
- Нервна комуникација (у којој се неуротрансмитери отпуштају из нервних ћелија)
- Ендокрина комуникација (у којој хормони стижу до ћелија преко циркулишуће крви)
- Паракрина комуникација (у којој производи ћелија дифундују у екстрацелуларну течност и делује на околне ћелије које су у непосредној близини)

## Старење
Старење је општи физиолошки процес, који није сасвим изучен, и за који физиологија показује посебно интересовање. Процес старења има снажан утицај на ћелије и ћелијске системе, али и на делове појединих ткива као што је колаген. Неки истраживачи сматрају, да сисари имају биолошки сат, највероватније у хипоталамусу, који дејством хормона и других путева доводи до старења.